# Den gåtfulla människan
Den gåtfulla människan är Eric Malmbergs albumdebut under eget namn, utgivet på skivbolaget Häpna 2005. Till skillnad från inspelningarna gjorda med Sagor & Swing används inga trummor.
Albumet har beskrivits som en resa in i det mänskliga psyket, vilket illustreras av låttitlarna.
Skivan mottog stöd från Kulturrådet.

## Låtlista
1. "Det högre medvetandet" - 5:08
2. "Undermedvetandet" - 2:59
3. "Jaget" - 7:51
4. "Överjaget" - 4:02
5. "Delpersonligheterna" - 5:06
6. "Språk och tankestrukturer" - 3:54
7. "Människan och tiden" - 3:51
8. "Människan och evigheten" - 7:08

## Personal
- Eric Malmberg - hammondorgel
- Klas Augustsson - formgivning
- Peter in de Betou - mastering

## Mottagande
Svenska Dagbladets recensent gav betyget 3/6 och skrev "Jag tycker om det, men blir rastlös redan efter första låten." Allmusics recensent var desto mer positiv och gav betyget 4/5 och skrev "Malmberg does miracles with his Hammond organ, squeezing the most singular sounds out of it, along with some beautiful tones."